# Jovica Elezović
Jovica Elezović, jugoslovanski (srbski) rokometaš, * 2. marec 1956, Vrbas.
Leta 1984 je na poletnih olimpijskih igrah v Los Angelesu v sestavi jugoslovanske rokometne reprezentance osvojil zlato olimpijsko medaljo; na predhodnih igrah pa je reprezentanca osvojila 6. mesto.